# Saison 13 de Bob l'éponge
Chronologie
Saison 12 Saison 14
Cet article présente les épisodes de la treizième saison de la série télévisée d'animation américaine Bob l'éponge du 22 octobre 2020 au 1er novembre 2023 sur Nickelodeon. 
En France, la treizième saison est diffusée du 6 mars 2022 au 1er décembre 2023 sur Nickelodeon France et en Belgique, depuis le 15 avril 2022 sur La Trois.

## Production

### Développement
Le 17 juillet 2019, il a été annoncé que la série avait été renouvelée pour une treizième saison composée de 13 épisodes,.

### Diffusion
- États-Unis : depuis le 22 octobre 2020 sur Nickelodeon
- France : depuis le 6 mars 2022 sur Nickelodeon (France).
- Belgique : depuis le 15 avril 2022 sur La Trois

## Épisodes
| № | #   | Titre français / Titre original                                    | Réalisation                        | Scénario         | Première diffusion | Première diffusion                                        | Audiences |
| --- | --- | ------------------------------------------------------------------ | ---------------------------------- | ---------------- | ------------------ | --------------------------------------------------------- | --------- |
| 268A | 1a  | Animaux de mauvaise compagnie A Place for Pets                     | Alan Smart                         | Andrew Goodman   | 22 octobre 2020    | 13 mars 2022 Belgique : 15 octobre 2022 sur La Trois      | 0,85      |
| M. Krabs autorise les animaux de compagnie dans le Crabe Croustillant, bien qu’une violation de la santé l’oblige à choisir entre limiter le restaurant aux personnes ou aux animaux de compagnie. |     |                                                                    |                                    |                  |                    |                                                           |           |
| 268B | 1b  | Prisonnier de l'amour Lockdown for Love                            | Alan Smart                         | Mr. Lawrence     | 22 octobre 2020    | 13 mars 2022 Belgique : 15 octobre 2022 sur La Trois      | 0,85      |
| Karen insiste pour avoir un rendez-vous romantique avec Plankton en l'enfermant dans le Seau de l'enfer jusqu’à ce qu’il puisse prouver qu’il l’aime. Cependant, Plankton se concentre sur l’obtention de la formule secrète du Pâté de Crabe, que M. Krabs a laissé tomber sans le savoir en face du Crabe Croustillant. Plankton déguise Patrick comme lui-même et tente de s’échapper sans que Karen le remarque, bien qu’il soit plus tard pris la main dans le sac. |     |                                                                    |                                    |                  |                    |                                                           |           |
| 269A | 2a  | Arrêtez votre cirque Under the small Top                           | Alan Smart                         | Ben Gruber       | 16 avril 2021      | 20 mars 2022 Belgique : 15 avril 2022 sur La Trois        | 0,59      |
| Bob commande un colis avec des puces de mer de cirque, mais un accident se produit, le colis étant livré à Carlo à la place. Après avoir jeté les puces de mer et les avoir brutalement piétinées, ils sortent de l'emballage et tourmentent Carlo pour se venger. |     |                                                                    |                                    |                  |                    |                                                           |           |
| 269B | 2b  | Carlo est malade Squidward's Sick Daze                             | Alan Smart                         | Ben Gruber       | 16 avril 2021      | 20 mars 2022 Belgique : 15 avril 2022 sur La Trois        | 0,59      |
| Carlo décide de ne pas aller au Crabe Croustillant et de profiter de la journée pour lui-même, faisant semblant d'être malade. Cependant, M. Krabs, ne le croyant pas, engage Bob l'éponge pour s'occuper de Carlo. |     |                                                                    |                                    |                  |                    |                                                           |           |
| 270A | 3a  | Les sorbets givrés Goofy Scoopers                                  | Bichelle Bryan                     | Andrew Goodman   | 25 février 2022    | 6 mars 2022 Belgique : 5 septembre 2022 sur La Trois      | 0,42      |
| Bob l'éponge et Patrick tentent de réunir un groupe de robots animatroniques après avoir été renvoyés de Glouton Bargot. |     |                                                                    |                                    |                  |                    |                                                           |           |
| 270B | 3b  | Donne la patte Pat the Dog                                         | Alan Smart                         | Kaz              | 9 juillet 2021     | 16 novembre 2022 Belgique : 7 novembre 2022 sur La Trois  | 0,56      |
| Bob trouve Patrick au refuge pour animaux après qu'il soit passé en "mode ver", et essaie de l'entraîner avant de le donner à Carlo, qui tente seulement de se débarrasser de lui. |     |                                                                    |                                    |                  |                    |                                                           |           |
| 271A | 4a  | Parfaitement narval Something Narwhal This Way Comes               | Alan Smart                         | Mr. Lawrence     | 19 novembre 2021   | 29 novembre 2022 Belgique : 8 novembre 2022 sur La Trois  | 0,49      |
| Nobby et Narlene (les amis de Bob l'éponge de Kamp Koral ) font un retour à Bikini Bottom. Alors que tout se passe bien au début, beaucoup de leurs anciens parents se joignent à eux et toute la ville est inondée d'eux tout en faisant tout comme un hillbilly, alors Bob l'éponge, Nobby et Narlene recrutent Plankton et ses proches pour les arrêter. |     |                                                                    |                                    |                  |                    |                                                           |           |
| 271B | 4b  | L'armée du Chum CHUMS                                              | Andrew Overtroom                   | Ben Gruber       | 19 novembre 2021   | 29 novembre 2022 Belgique : 8 novembre 2022 sur La Trois  | 0,49      |
| Alors que Plankton envisage une autre façon d'obtenir la formule Crabe Croustillant, Bob l'éponge le fait exploser sans le savoir avec de l'eau, ce qui le fait tomber dans les égouts. Par la suite, il rencontre des monstres faits de son Chum, ce qui lui donne l'idée de les utiliser pour obtenir la formule. C'est maintenant à Bob l'éponge de (toujours sans le savoir) sauver la situation. |     |                                                                    |                                    |                  |                    |                                                           |           |
| 272 | 5   | Tous les chemins mènent au Père Noël SpongeBob's Road to Christmas | Michelle Bryan et Andrew Overtroom | Kaz              | 10 décembre 2021   | 19 décembre 2022 Belgique : 25 novembre 2022 sur La Trois | 0,44      |
| Après une tentative infructueuse de lui offrir un cadeau au Père Noël , Bob l'éponge recrute Patrick et Plankton pour qu'ils se rendent au pôle Nord pour le livrer. Quand ils arrivent, ils apprennent que le Père Noël est Patchy le pirate cosplayant en tant que Père Noël et que le vrai Père Noël n'est pas là, alors ils deviennent le Père Noël pour pouvoir livrer des cadeaux aux enfants, mais quand les elfes le découvrent, ils entrent en guerre avec le renne jusqu'à l'arrivée du Père Noël. Pendant ce temps, Plankton tente de trouver la liste coquine et gentille du Père Noël et de transférer son nom sur la belle liste. |     |                                                                    |                                    |                  |                    |                                                           |           |
| 273A | 6a  | Patato-école Potato Puff                                           | Lan Vazquez                        | Danny Giovannini | 22 avril 2022      | 16 novembre 2022 Belgique : 9 novembre 2022 sur La Trois  | 0,44      |
| Fatiguée que Bob l'éponge écrase son bateau à l'école nautique tout le temps, Mme Puff se remplace par une pomme de terre pour qu'elle puisse avoir du temps pour elle-même, enseignant à la place Bob l'éponge à distance, tout en lui faisant croire que la pomme de terre, c'est elle. |     |                                                                    |                                    |                  |                    |                                                           |           |
| 273B | 6b  | Tout le monde au jus There Will Be Grease                          | Andrew Overtroom                   | Andrew Goodman   | 29 avril 2022      | 16 novembre 2022 Belgique : 7 novembre 2022 sur La Trois  | 0,40      |
| Bob trouve de la graisse à base de pâtés de crabe de M. Krabs et du copain de Plankton devant leurs restaurants, et ils décident de travailler ensemble pour inventer le jus miracle, un liquide qui fonctionne pour littéralement tout. |     |                                                                    |                                    |                  |                    |                                                           |           |
| 274A | 7a  | Le grand méchant boule de gras The Big Bad Bubble Bass             | Andrew Overtroom                   | Andrew Goodman   | 6 mai 2022         | 18 novembre 2022 Belgique : 10 novembre 2022 sur La Trois | 0,39      |
| Karen raconte l'histoire de Boule de Gras (dites Bubble Bass en anglais) tentant de voler le dernier d'une figurine articulée que Bob l'éponge et Patrick ont achetée au magasin de jouets. |     |                                                                    |                                    |                  |                    |                                                           |           |
| 274B | 7b  | Le club anti-Bob Sea-Man Sponge Haters Club                        | Michelle Bryan                     | Luke Brookshier  | 6 mai 2022         | 21 novembre 2022 Belgique : 9 novembre 2022 sur La Trois  | 0,39      |
| Carlo héberge un club secret "Le club anti-Bob" chez lui, où lui, Mme Puff, Boule de gras, Plankton et le facteur racontent chacun une horrible rencontre qu'ils ont eue avec Bob l'éponge. |     |                                                                    |                                    |                  |                    |                                                           |           |
| 275A | 8a  | Le Crabe Crousti'C'route Food PBFFT ! Truck                        | Michelle Bryan                     | Luke Brookshier  | 13 mai 2022        | 18 novembre 2022 Belgique : 10 novembre 2022 sur La Trois | 0,38      |
| Bob l'éponge et Carlo tentent de vendre des Pâté de Crabe sur la route, mais trouvent toujours des concurrents sur le chemin. Après avoir fini de visiter d'autres endroits, ils visitent Rock Bottom, où ils tentent de vendre un Pâté de Crabe à un client très étrange. |     |                                                                    |                                    |                  |                    |                                                           |           |
| 275B | 8b  | Chez Upturn Upturn Girls                                           | Lan Vazquez                        | Andrew Goodman   | 13 mai 2022        | 17 novembre 2022 Belgique : 11 novembre 2022 sur La Trois | 0,38      |
| Pearl emmène Narlene avec elle pour lui montrer la grande ville et passer une journée avec les baleines. Sur leur chemin, elles visitent le centre commercial chic de Lady Upturn, mais provoquent le chaos lors de leurs achats. |     |                                                                    |                                    |                  |                    |                                                           |           |
| 276A | 9a  | Adorable et redoutable Say Awww!                                   | Lan Vazquez                        | Andrew Goodman   | 20 mai 2022        | 22 novembre 2022 Belgique : 11 novembre 2022 sur La Trois | 0,32      |
| Pour être considéré comme diabolique au lieu d'être mignon, dans son dernier plan, Plankton construit un canard robot qui engloutit tous ceux qui le trouvent mignon. |     |                                                                    |                                    |                  |                    |                                                           |           |
| 276B | 9b  | Patrick, le facteur Patrick the Maliman                            | Andrew Overtroom                   | Luke Brookshier  | 20 mai 2022        | 23 novembre 2022 Belgique : 14 novembre 2022 sur La Trois | 0,32      |
| Après avoir écrasé le facteur avec un rocher géant, Patrick décide d'assumer le travail de facteur, avec son ami Bob l'éponge, et le chaos s'ensuit. |     |                                                                    |                                    |                  |                    |                                                           |           |
| 277A | 10a | Capitaine Minus Capitain Pipsqueak                                 | Michelle Bryan                     | Richard Bursel   | 22 juillet 2022    | 24 novembre 2022 Belgique : 15 novembre 2022 sur La Trois | 0,37      |
| Dans une autre tentative de voler la formule secrète du Crabe Croustillant, Plankton, après avoir regardé un épisode de l'homme sirène et Bernard l'ermite à la télévision, a l'idée de rejoindre le groupe de méchants connu sous le nom d'EVIL. |     |                                                                    |                                    |                  |                    |                                                           |           |
| 277B | 10b | Bora Bora Bottom Plane to Sea                                      | Michelle Bryan                     | Danny Giovanni   | 22 juillet 2022    | 25 novembre 2022 Belgique : 16 novembre 2022 sur La Trois | 0,37      |
| Bob et Patrick emmènent Carlo en avion vers la station balnéaire de Bora Bora Bottom, mais leurs bouffonneries enfantines ruinent l'expérience de vol pour lui. |     |                                                                    |                                    |                  |                    |                                                           |           |
| 278A | 11a | Carloferatu Squidferatu                                            | Andrew Overtroom                   | Mr. Lawrence     | 14 octobre 2022    | 29 octobre 2023                                           | 0,23      |
| Carlo et Bob l'éponge s'aventurent au château de Nosferatu afin de renvoyer le courrier que Carlo a accidentellement reçu. |     |                                                                    |                                    |                  |                    |                                                           |           |
| 278B | 11b | La Journée de Slappy Slappy Daze                                   | Andrew Overtroom                   | Mr. Lawrence     | 14 octobre 2022    | 29 octobre 2023                                           | 0,23      |
| Slappy fait un voyage à travers Bikini Bottom pendant que Nosferatu rend visite au médecin. |     |                                                                    |                                    |                  |                    |                                                           |           |
| 279A | 12a | Bienvenue à Roboti Bottom Welcome to Binary Bottom                 | Andrew Overtroom                   | Mr. Lawrence     | 13 janvier 2023    | 21 mai 2023                                               | 0,31      |
| "Bienvenue à Binary Bottom" : Dans le premier segment Bob l'éponge du spécial "La zone infernale", le narrateur français présente au public Binary Bottom. Robo-Gary provoque la folie en ville lorsqu'il accompagne sournoisement SpongeBot pour travailler. Grand-père se retrouve impliqué dans le chaos alors qu'il cherche à rentrer chez lui. |     |                                                                    |                                    |                  |                    |                                                           |           |
| 279B | 12b | Tu vas le payer...Cher You're Going to Pay...Phone                 | Michelle Bryan                     | Andrew Goodman   | 13 janvier 2023    | 21 mai 2023                                               | 0,31      |
| M. Krabs installe un téléphone public inhibant les démons et manipulant le cerveau dans le Crabe Croustillant, hypnotisant constamment le crustacé pour aller à l'encontre de sa propre nature gourmande. |     |                                                                    |                                    |                  |                    |                                                           |           |
| 279C | 12c | Petit voyage à travers le temps A Skin Wrinkle in Time             | Michelle Bryan                     | Andrew Goodman   | 13 janvier 2023    | 21 mai 2023                                               | 0,31      |
| Les voyages de GrandPat pour rentrer chez lui à travers "La Zone Infernale" prennent enfin fin lorsqu'il rencontre des cowboys, des hippocampes et même l'icône de la chanson thème de la série, Patchy le Pirate. |     |                                                                    |                                    |                  |                    |                                                           |           |
| 280A | 13a | Toutes voiles dehors Abandon Twits                                 | Ian Vazquez                        | Luke Brookshier  | 20 janvier 2023    | 16 octobre 2023                                           | 0,32      |
| M. Krabs recrute Bob l'éponge et Carlo pour lui construire un navire pendant le week-end. Au fil de diverses escapades physiques, le duo satisfait les besoins de leur patron, avec des résultats pour le moins médiocres. Le crustacé remarque que le navire n'a besoin que d'un peu de peinture, le transformant rapidement en une machine de vente sur le thème du Crabe Croustillant. Au début, tout se passe bien, mais une fois que le navire est ratissé au fond de Bubble Bass, les choses se détériorent immédiatement alors qu'il coule lentement dans l'océan. Alors que le jour se transforme lentement en nuit, le Krusty Krew est soudainement ramené des profondeurs par un kraken, disant qu'il achètera chaque galette qu'ils ont - avec Carlo soupirant de tristesse.                                                                |     |                                                                    |                                    |                  |                    |                                                           |           |
| 280B | 13b | La tête contre les murs Wallhalla                                  | Andrew Overtroom                   | Danny Giovannini | 20 janvier 2023    | 17 octobre 2023                                           | 0,32      |
| Bob l'éponge rencontre un naufragé fou nommé Wally dans les murs de l'ananas et se lie rapidement d'amitié avec lui dans son humble demeure intitulée " Wallhalla ". Il ne faut pas longtemps à l'éponge pour se rendre compte que sa présence est la seule chose qui ruine la vie de Wally. |     |                                                                    |                                    |                  |                    |                                                           |           |
| 281A | 14a | Facile d'être un dur Salty Sponge                                  | Andrew Overtroom                   | Doug Lawrence    | 27 janvier 2023    | 18 octobre 2023                                           | 0,27      |
| Bob l'éponge est envoyé travailler au Salty Spitoon, car le Crabe Croustillant est tombé sur une infestation d'oursins. Malgré l'attitude dure et effrayante de ses membres, l'attitude positive et naïve de l'éponge bouleverse la situation. |     |                                                                    |                                    |                  |                    |                                                           |           |
| 281B | 14b | Karen et Microbe Karen for Spot                                    | Andrew Overtroom                   | Danny Giovannini | 3 février 2023     | 19 octobre 2023                                           | 0,24      |
| Pendant que Plankton est en visite à la Doomsday Device Expo, Karen doit s'occuper de Microbe, son animal de compagnie bien-aimé. Les choses finissent par être plus difficiles que ce que le robot avait imaginé, alors Bob l'éponge et Gary (qui participent au rendez-vous de jeu quotidien de Microbre avec l'escargot de mer) l'aident. |     |                                                                    |                                    |                  |                    |                                                           |           |
| 282A | 15a | Des arbres et désastres Arbor Day Disarray                         | Michelle Bryan                     | Luke Brookshier  | 27 juin 2023       | 20 octobre 2023                                           | 0,11      |
| Sandy crée des glands spéciaux en utilisant la science pour créer des « arbres d'eau salée », qui sont des arbres qui peuvent pousser sous l'eau, avec divers Bikini Bottomites comme Patrick, Carlo, M. Krabs et Mme Puff obtenant les leurs. Finalement, les arbres commencent à parler et à faire des remarques grossières et « salées » et finissent par se déchaîner autour de Bikini Bottom. |     |                                                                    |                                    |                  |                    |                                                           |           |
| 282B | 15b | La fée sur les dents Ain't That the Tooth                          | Michelle Bryan                     | Danny Giovannini | 28 juin 2023       | 23 octobre 2023                                           | 0,13      |
| Patrick confond l'antagoniste des cambrioleurs de retour Dorsal Dan avec la Fée des dents, et lui et Bob l'éponge sont amenés à le suivre partout comme ses crétins, tentant de voler de l'argent et des richesses aux innocents. Cependant, la naïveté du duo finit par ruiner le plan de Dan, lui causant souvent plus de misère et d'abus que prévu. |     |                                                                    |                                    |                  |                    |                                                           |           |
| 283A | 16a | Seconde jeunesse Ma and Pa's Big Hurrah                            | Andrew Overtroom                   | Kaz              | 10 mars 2023       | 24 octobre 2023                                           | 0,21      |
| Lorsque leur maison "Avocondo Acres" pourrit au point de devenir inhospitalière, les parents de Bob l'éponge, Harold et Margaret, viennent rester chez son ananas tout en en faisant repousser un nouveau. Malgré le comportement "mature" et coincé de Bob l'éponge en leur présence, les deux parents font des ravages et ont constamment soif de sensations fortes. |     |                                                                    |                                    |                  |                    |                                                           |           |
| 283B | 16b | Permis pas permis Yellow Pavement                                  | Michelle Bryan                     | Danny Giovannini | 17 mars 2023       | 25 octobre 2023                                           | 0,21      |
| Mme Puff raconte un film de style Red Asphalt dans lequel Bob l'éponge et Carlo sont utilisés pour démontrer les bonnes et les mauvaises « intelligences du bateau ». Bien que Carlo suive toujours les règles de la route, le bateau chaotique de Bob l'éponge et ses actions imprudentes laissent toujours Carlo se retrouver avec le petit bout du bâton. |     |                                                                    |                                    |                  |                    |                                                           |           |
| 284A | 17a | Les fleurs de l'enfer The Flower Plot                              | Alex Conaway et Jordy Judge        | Doug Lawrence    | 24 mars 2023       | 26 octobre 2023                                           | 0,30      |
| Plankton et Karen simulent leur déménagement en Bikini Bottom et l'ancien se déguise en fleuriste nommée Pétunia. Au départ, Plankton l'utilise comme un autre stratagème pour voler la formule secrète du Pâté de Crabe, mais il commence finalement à aimer sa nouvelle occupation. |     |                                                                    |                                    |                  |                    |                                                           |           |
| 284B | 17b | Bob au défilé SpongeBob on Parade                                  | Andrew Overtroom                   | Kaz              | 31 mars 2023       | 27 octobre 2023                                           | 0,26      |
| Après avoir entendu les conseils de Bob l'éponge sur la façon dont une simple apparition au défilé pourrait donner au Crabe Croustillant de la publicité gratuite, M. Krabs et son équipage entrent dans un char dans le propre défilé de Bikini Bottom. Là, Perch Perkins et le Roi de la Glace commentent ses divers événements, dont la plupart conduisent au chaos total. |     |                                                                    |                                    |                  |                    |                                                           |           |
| 285A | 18a | Livraison sur l'île aux monstres Delivery To monster Island        | Michelle Bryan                     | Andrew Goodman   | 7 avril 2023       | 30 octobre 2023                                           | 0,21      |
| Plankton tente une fois de plus de voler la formule secrète du Pâté de Crabe, mais le sac que Bob l'éponge utilise pour livrer la friandise se gonfle et l'envole vers l'île aux monstres. Les deux se retrouvent bloqués et doivent travailler ensemble pour survivre et échapper aux monstrueux citoyens de l'île. |     |                                                                    |                                    |                  |                    |                                                           |           |
| 285B | 18b | Cyclo Pat Ride, Patrick, Ride!                                     | Michelle Bryan                     | Luke Brookshier  | 19 juin 2023       | 31 octobre 2023                                           | 0,21      |
| Bob l'éponge essaie d'apprendre à Patrick à faire du vélo, mais Patrick se retrouve dans diverses pitreries folles lorsqu'il essaie d'en faire un. Bob l'éponge voit cela parce que Patrick n'est pas bien concentré et procède à l'effacement de ses souvenirs afin qu'il puisse se concentrer davantage sur la bonne conduite du vélo. |     |                                                                    |                                    |                  |                    |                                                           |           |
| 286A | 19a | Glands grillés façon Sandy Hot Crossed Nuts                        | Andrew Overtroom                   | Danny Giovannini | 20 juin 2023       | 1er novembre 2023                                         | 0,19      |
| Sandy apporte sa collation aux noix de barbecue maison au Crabe Croustillant, où elle devient un grand succès auprès des clients qui les mangent et leur font cracher du feu. Finalement, la demande pour ces noix augmente tellement qu'elles se vendent mieux que les Pâté de Crabes, ce qui amène M. Krabs à transformer son restaurant en Noisette Croustillante, et fait que Bob l'éponge se sent exclu et le laisse cuisiner des Pâté de Crabes à l'extérieur. |     |                                                                    |                                    |                  |                    |                                                           |           |
| 286B | 19b | Monsieur l'Oursin et le Bigorneau Sir Urchin and Snail Fail        | Michelle Bryan                     | Doug Lawrence    | 21 juin 2023       | 2 novembre 2023                                           | 0,15      |
| Un épisode de la série comique préférée de Bob l'éponge et Patrick, Monsieur l'Oursin et le Bigorneau, tourne mal lorsque le Bigorneau veut que les téléspectateurs le voient non seulement comme un simple escargot idiot, mais plutôt comme un comédien. Lorsque les deux se séparent et se lancent dans des carrières différentes, Bob l'éponge et Patrick sont déterminés à les réunir à nouveau. |     |                                                                    |                                    |                  |                    |                                                           |           |
| 287A | 20a | L'amiversaire Friendavesary                                        | Ian Vazquez                        | Kaz              | 22 juin 2023       | 3 novembre 2023                                           | 0,13      |
| C'est le jour de « l'Amiversaire » de Bob l'éponge et Carlo, et Bob l'éponge traque continuellement Carlo en essayant de célébrer et de créer plus de souvenirs avec lui. Le refus de l'éponge de laisser Carlo seul le pousse à bout, effaçant au sens figuré et littéral la connaissance de Bob l'éponge à son sujet. Lorsque M. Krabs révèle que les souvenirs de Carlo de Bob l'éponge contrôlent la formule secrète du Pâté de Crabe, le céphalopode doit raviver les souvenirs de Bob l'éponge dans une séquence de rappels à divers épisodes des treize dernières saisons de la série. |     |                                                                    |                                    |                  |                    |                                                           |           |
| 287B | 20b | Musique à l'amende Mandatory Music                                 | Andrew Overtroom                   | Luke Brookshier  | 26 juin 2023       | 3 novembre 2023                                           | 0,18      |
| Lorsque le jeu horrible de clarinette de Carlo finit par causer des destructions et des dégâts dans toute la ville, il est obligé de suivre des cours de musique à la Little Flipper Music Academy, dans lesquels il est constamment frustré par son prétendu manque de talent et la supériorité de la "flûte- technique musicale du nez. |     |                                                                    |                                    |                  |                    |                                                           |           |
| 288A | 21a | Moby Pique Dopey Dick                                              | Michelle Bryan                     | Doug Lawrence    | 29 juin 2023       | 20 novembre 2023                                          | 0,19      |
| Dans cette parodie spéciale de 14 minutes de Moby Pique, Carlo joue le rôle de Fishmael, et lui et l'équipage de marins du capitaine se joignent à la chasse à une grande méduse blanche nommée Moby Pique. |     |                                                                    |                                    |                  |                    |                                                           |           |
| 288B | 21b | Plankton et le haricot magique Plankton and the Beanstalk          | Michelle Bryan                     | Doug Lawrence    | 17 juillet 2023    | 20 novembre 2023                                          | 0,21      |
| Dans cette courte parodie de 7 minutes de Jack et le haricot magique, Plankton, agissant dans le rôle de Jack, achète un haricot magique avec son sou, et Clockwork Karen lui donne le haricot, faisant pousser un haricot magique hors de lui. cela l'amène à Ye Olde Crabe Croustillant. À l'intérieur de ce château se trouvent M. Krabs en géant, Carlo en harpe et Bob l'éponge en oie pondant des galettes de crabe dorées. |     |                                                                    |                                    |                  |                    |                                                           |           |
| 289A | 22a | Mon petit pâté My Friend Patty                                     | Andrew Overtroom                   | Danny Giovannini | 18 juillet 2023    | 21 novembre 2023                                          | 0,26      |
| Sandy montre à Bob l'éponge sa nouvelle invention qui peut donner vie à n'importe quel objet, qu'elle utilise sur des salières et poivrières et un Pâté de Crabe, cette dernière dont Bob l'éponge se lie d'amitié et l'apporte en ville. Bob l'éponge essaie d'empêcher les autres de manger son ami patté, mais celui-ci révèle finalement qu'il souhaite que quelqu'un le mange. |     |                                                                    |                                    |                  |                    |                                                           |           |
| 289B | 22b | Fantasti-Comique FUN-Beleivable                                    | Michelle Bryan                     | Doug Lawrence    | 19 juillet 2023    | 22 novembre 2023                                          | 0,18      |
| Dans le talk-show de Carlo, Rube Goldfish anime son segment, "Fantasti-Comique", où il présente aux téléspectateurs diverses bizarreries et attractions amusantes à Bikini Bottom, y compris Sandy se fourrant le plus de noix dans les joues, le château de Nosferatu, et le citoyen le plus âgé de Bikini Bottom. |     |                                                                    |                                    |                  |                    |                                                           |           |
| 290A | 23a | La spatule intérieure Spatula of the Heavens                       | Ian Vazquez                        | Luke Brookshier  | 20 juillet 2023    | 23 novembre 2023                                          | 0,19      |
| Bob l'éponge finit par casser sa spatule après l'avoir laissée sur le gril et l'avoir chauffée trop longtemps, alors il se rend jusqu'aux Mystical Misty Mountains pour rencontrer Guru Greasetrap et faire reforger sa spatule. |     |                                                                    |                                    |                  |                    |                                                           |           |
| 290B | 23b | Gary et Compagnie Gary's Playhouse                                 | Andrew Overtroom                   | Kaz              | 7 août 2023        | 24 novembre 2023                                          | 0,31      |
| Bob l'éponge construit une salle de spectacle à l'extérieur pour que Gary puisse y jouer. Gary remplace sa coquille par une boîte jaune pour ressembler à Bob l'éponge, puis il est finalement rejoint par une limace jouant Patrick, un oursin jouant Carlo et un lapin de mer jouant M. Krabs dans des versions minuscules de leurs résidences respectives, y compris une reconstitution d'un moment du premier épisode de la série. |     |                                                                    |                                    |                  |                    |                                                           |           |
| 291A | 24a | Carlo se jette à l'eau Swimming Fools                              | Michelle Bryan                     | Doug Lawrence    | 8 août 2023        | 27 novembre 2023                                          | 0,24      |
| Bob l'éponge construit une piscine chic dans son jardin, et Carlo est initialement très réticent à se baigner - mais il prend le meilleur de lui-même et finit par passer le meilleur moment de sa vie. Lorsque Bob l'éponge et Patrick reviennent pour s'amuser davantage à la piscine le lendemain, Carlo est obligé de se cacher comme un jouet de piscine, ce qui ne fonctionne pas très bien car le duo le choisit pour jouer, provoquant un chahut. Après suffisamment d'abus, Carlo défait sa forme de jouet et s'excuse, admettant qu'il était jaloux de la piscine de Bob l'éponge ; Bob l'éponge accepte joyeusement et permet à Carlo de sauter du plongeoir en hauteur. L'ignorance de Patrick finit par le soulever dans l'espace et par zoomer vers le bas, ses membres se détachant et sa tête étant aspirée dans un filtre de piscine. |     |                                                                    |                                    |                  |                    |                                                           |           |
| 291B | 24b | Mas Carbone et sa bande The goobfather                             | Michelle Bryan                     | Luke Brookshier  | 9 août 2023        | 28 novembre 2023                                          | 0,20      |
| Bob l'éponge trébuche en servant des Pâtés de Crabe et finit par les mélanger au Kelp Shake de Boule de Gras, créant accidentellement un nouvel élément de menu, Sorbets empâtés, que M. Krabs ajoute au menu Krusty Krab et se vend 10 $. Cela attire l'attention du directeur du Goofy Goober, nommé "Mas Carbone", qui ordonne au Crabe Croustillant de cesser de les vendre, ce qui entraîne une concurrence entre les deux restaurants. |     |                                                                    |                                    |                  |                    |                                                           |           |
| 292A | 25a | Attaque de palourdes Squid Bird                                    | Andrew Overtroom                   | Danny Giovannini | 10 août 2023       | 29 novembre 2023                                          | 0,25      |
| Bob l'éponge et Patrick utilisent des palourdes pour s'envoyer des messages tout en agaçant Carlo de diverses manières comiques, l'amenant à tenter de chasser les palourdes. Lorsque Bob l'éponge et Patrick voient ce qui se passe, ils essaient d'apprendre aux palourdes à éviter Carlo. |     |                                                                    |                                    |                  |                    |                                                           |           |
| 292B | 25b | Crise d'allergie Allergy Attack !                                  | Michelle Bryan                     | Luke Brookshier  | 30 octobre 2023    | 30 novembre 2023                                          | 0,13      |
| Lorsque la grande célébration du trillionième pâté de crabe Bob l'éponge s'écrase et brûle à cause d'une éruption cutanée soudaine (une « crise d'allergie »), il croit qu'il est allergique aux pâtés de crabe. Sandy essaie de résoudre la situation en prêtant à l'éponge son ancienne combinaison mécanique, mais les choses empirent lorsque tout le monde doit partager la combinaison alors que les clients de Crabe Croustillant commencent à avoir des éruptions cutanées qui démangent sur toute leur peau. À la fin, il est révélé que l'eau de Cologne sentant les toilettes de Carlo a causé tout le pandémonium, sa tête explosant après l'avoir vaporisée sur lui-même. |     |                                                                    |                                    |                  |                    |                                                           |           |
| 293A | 26a | Un cirque catastrophique Big Top flop                              | Ian Vazquez                        | Kaz              | 31 octobre 2023    | 1er décembre 2023                                         | 0,13      |
| Un vieil ennemi de M. Krabs, Ringmaster Mudkrab, vole tous les clients du Crabe Croustillant lorsque son cirque arrive à Bikini Bottom. Pour tenter de ramener les affaires dans son restaurant, il tente de détruire l'héritage du cirque en reprenant le spectacle avec l'aide de Bob l'éponge, Carlo et Patrick. |     |                                                                    |                                    |                  |                    |                                                           |           |
| 293B | 26b | Aide-nous, Sandy ! Sandy, Help Us !                                | Ian Vazquez                        | Doug Lawrence    | 1er novembre 2023  | 1er décembre 2023                                         | 0,08      |
| Sandy est réveillée par Bob l'éponge, paniquée pour obtenir de l'aide avec son réveil chez lui. Plus tard, elle finit par devoir aider davantage de personnes en danger. Après les avoir aidés et retournée dans le dôme de son arbre, Sandy découvre un clone monstrueux d'elle-même appelé "Pecan Sandy" qui est en colère contre elle et détruit les affaires de Sandy. Heureusement, Sandy a pu combattre le clone avec sa vieille amie, Narlene. Sandy et Narlene prennent ensuite leur pause alors que Pecan Sandy détruit le reste de Bikini Bottom, ce qui amène tout le monde à courir vers le dôme de Sandy en panique pour demander de l'aide. |     |                                                                    |                                    |                  |                    |                                                           |           |